# نیکو پیروسمانی
نیکالا پیرُسْماناشْویلی معروف به نیکُ پیرُسْمانی (به گرجی: ნიკო ფიროსმანი) (زادهٔ ۵ مهٔ ۱۸۶۲، درگذشت ۹ آوریل ۱۹۱۸ میلادی)، یک نقاش خودآموخته گرجی است که بدوی گرا بوده و یک هنرمند نائیف به شمار می‌آید. او عمر خود را در تهیدستی گذرانده و پس از مرگ، به شهرت جهانی رسیده است.

## زندگی‌نامه
نیکو پیروسمانی در ۵ مهٔ ۱۸۶۲ میلادی، در خانواده‌ای دهقان، در روستای میرزاآنی، در استان کاختی گرجستان به دنیا آمده بود. والدین او، آسلان پیروسماناشویلی و تکلا توکلیشویلی، که کشاورز و صاحب یک تاکستان کوچک و چند گاو بودند، چند سال بعد از تولد نیکو، از دنیا رفتند و او را در مراقبت از دو خواهر بزرگترش، ماریام و پپه، تنها گذاشتند. نیکو و خواهرانش در سال ۱۸۷۰ به تفلیس نقل مکان کردند، و دو سال بعد، زمانی که آن‌ها در یک آپارتمان کوچک در نزدیکی ایستگاه راه آهن تفلیس زندگی می‌کردند، پیروسمانی به عنوان خدمتکار، در خانه‌های ثروتمندان کار می‌کرد و خواندن و نوشتن به دو زبان گرجی و روسی را فرا گرفت. در سال ۱۸۷۶، او به زادگاهش بازگشته و به عنوان یک چوپان مشغول فعالیت شد.
پیروسمانی به تدریج، خودآموختهٔ نقاشی شد. یکی از تخصص‌های او نقاشی روی برزنت مشکی بود. در سال ۱۸۸۲، او به همراه نقاش خودآموختهٔ دیگری به نام گیورگی زازیاشویلی، یک کارگاه نقاشی برپا کردند که تابلوهای خود را در آنجا ساختند. در سال ۱۸۹۰، پیروسمانی به عنوان راهنمای راه آهن کار می‌کرد. او در سال ۱۸۹۲، شراکتاً یک مزرعهٔ تولید لبنیات در تفلیس بر پا کردند، که در سال ۱۹۰۱، پیروسمانی آن را رها کرد. پیروسمانی که در طول عمرش تهیدست بود، مایل به فعالیت در مشاغل معمولی از قبیل نقاشی ساختمان و سفیدکاری منازل بود. او همچنین برای مغازه داران تفلیس، تابلو، نقاشی و پرتره‌هایی طبق سفارش‌های خودشان می‌ساخت. با اینکه آثار او شهرت موضعی دارد، روابط او با هنرمندان حرفه‌ای به سختی می‌ماند؛ برای او، عایدی معیشت مهم تر از انتزاعات زیبایی‌شناسی بود.
نیکو پیروسمانی در ۹ آوریل ۱۹۱۸ میلادی، در سن ۵۵ سالگی، بر اثر سوءتغذیه و نارسایی کبد از دنیا رفت و در آرامستان نینو به خاک سپرده شد؛ محل دقیق دفن او ثبت نشده بود و تا کنون شناسایی نشده‌است.

## کار

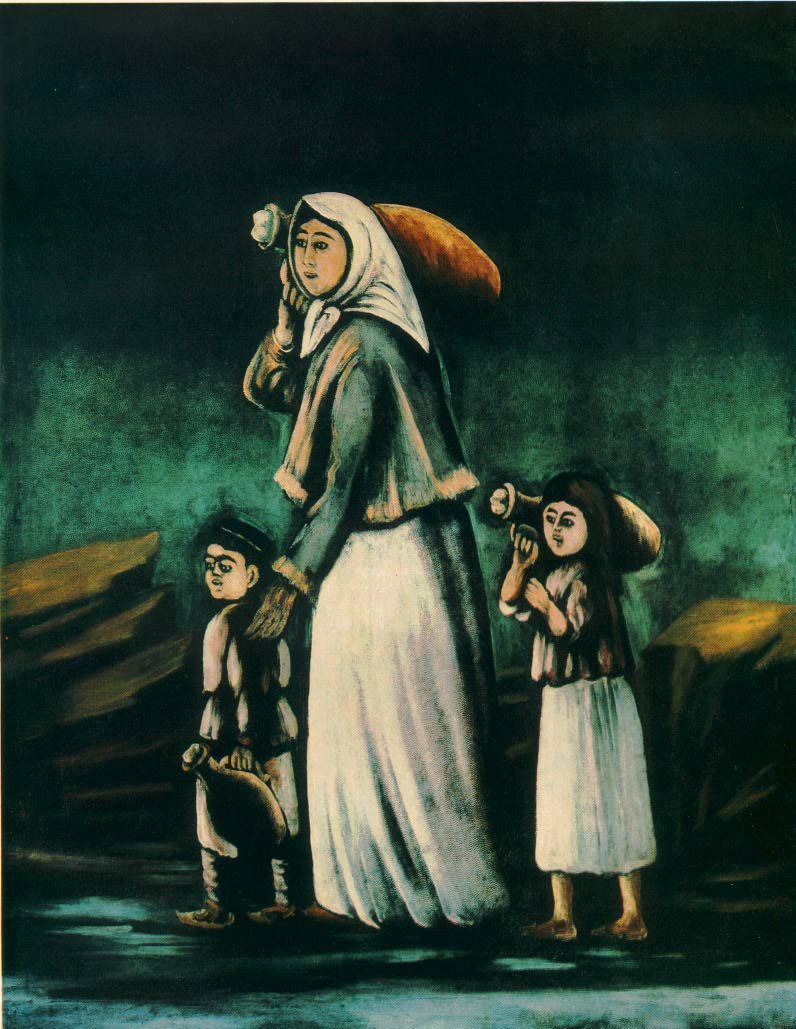
زن و بچه هایش به طرف بهار می روند

نقاشی‌های پیروسمانی تحت تأثیر شرایط اجتماعی زمان و مکان خودش بوده‌است. تعداد زیادی از آثار موجود او، دربارهٔ گروه‌های اشراف، کارگران، مغازه داران و بازرگانان است. پیروسمانی شیفتهٔ طبیعت و زندگی روستایی بوده و به ندرت مناظر شهری را نقاشی کرده‌است. او تصاویر زیادی از حیوانات کشیده است؛ می‌توان گفت که او تنها هنرمند گرجی نقاش حیوانات بوده‌است. پیروسمانی همچنین مجذوب شخصیت‌های تاریخی، از جمله: روستاولی، ملکه تامار و گیورگی ساآکادزه بوده و تصاویر آن‌ها را به خوبی تصاویر مردم عادی معاصرش و زندگی روزمره‌شان نقاشی کرده‌است.
پیروسمانی معمولاً روی برزنت نقاشی می‌کرد. او بر خلاف هنرمندان دیگر، در تقلید محض از طبیعت پیشروی نکرده و توجهی به جزئیات نداشته‌است. بعضی از نقاشی‌های او تک رنگ هستند. نقاشی‌های او، توجه زیرکانهٔ پدیدآورنده را اثبات می‌کند. قرارگیری اشخاص به سمت بیننده بوده، در حالی که صورت آن‌ها هیچ حالت خاصی را نشان نمی‌دهد.
در دههٔ ۱۹۱۰، میخائیل-له دانتیو شاعر روس، کیریل زدانِویچ هنرمند گرجی و برادرش ایلیا زدانویچ طرفدار او شدند. ایلیا زدانِویچ نامه‌ای دربارهٔ پیروسمانی به روزنامهٔ «زاکاوکازسکایا رِچ» نوشت، که در تاریخ ۱۳ فوریهٔ ۱۹۱۳ منتشر شد. او انتشار نقاشی‌های پیروسمانی را در مسکو به عهده گرفت. در ۷ ژانویه، «روزنامهٔ مسکو» (مسکوسکایا گازتا) دربارهٔ نمایشگاه «میسن» نوشت، جایی که نقاشی‌های هنرمندان خودآموخته به نمایش گذاشته شد؛ در بین آنها، چهار اثر از پیروسمانی بود: «گوزن»، «زنی با یک لیوان آبجو»، «زندگی آرام» و «تصویر زدانِویچ». بعدها، همان روزنامه، نوشته‌های کارشناسانی را منتشر کرد که تحت تأثیر استعداد پیروسمانی قرار گرفته بودند.
در همان سال، مقاله‌ای دربارهٔ پیروسمانی و هنر او، در روزنامهٔ گرجی زبان «تِمی» منتشر شد.
در سال ۱۹۱۶، «انجمن نقاشان گرجی» توسط دیتو شواردنادزه بنیان نهاده شد، پیروسمانی را به گردهمایی‌های خود دعوت کرد و شروع به تجلیل او نمود، اما پیروسمانی، همیشه به سختی با انجمن رابطه برقرار می‌کرد. اوهمچنین یکی از تابلوهای نقاشی خود به نام «جشن عروسی گرجی» را به انجمن اهدا نمود. روزی هم یکی از اعضای انجمن کاریکاتوری از او منتشر کرد که باعث رنجش او شد. تهیدستی مداوم پیروسمانی، با مشکلات اقتصادی به وجود آمده در نتیجهٔ جنگ جهانی اول ترکیب شد، و عمر او زمانی به پایان رسید که کارش سرشناسی اندکی داشت.

## شهرت پس از مرگ

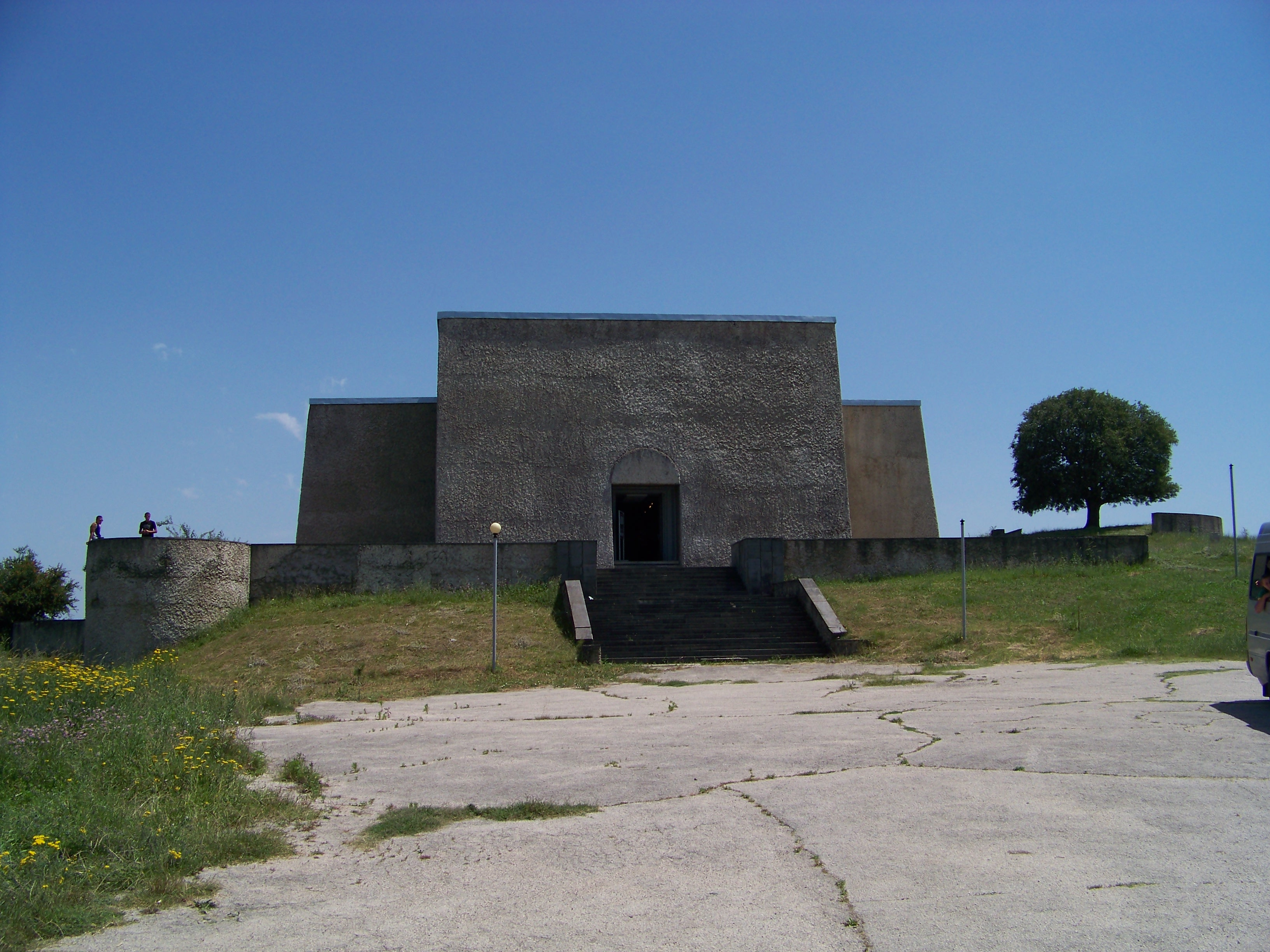
موزهٔ پیروسمانی

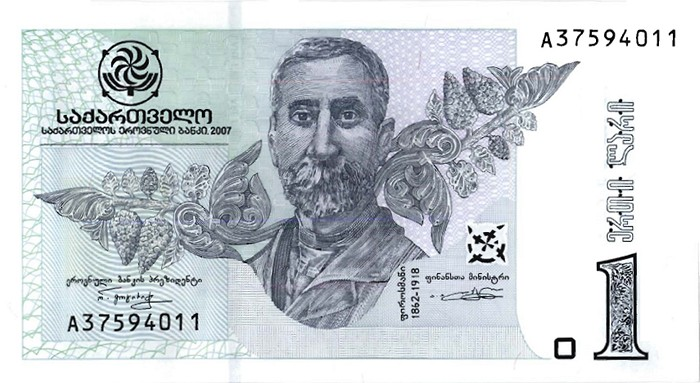
تصویر چهرهٔ پیروسمانی بر روی اسکناس‌های ۱ لاری گرجستان

نقاشی‌های او، در نخستین نمایشگاه بزرگ «انجمن نقاشان گرجی»، در سال ۱۹۱۸ به نمایش گذاشته شد. از سال ۱۹۲۰، تعدادی مقاله دربارهٔ او منتشر شد. در دههٔ ۱۹۵۰، علاقه به پیروسمانی افزایش یافت. یک فیلم و چند نمایشنامهٔ صحنه و موسیقی از سرگذشت او ساخته شد. نقاشی‌های او در اروپا و جمهوری‌های شوروی به نمایش گذاشته شد. بنای یادبودی در تفلیس نصب شد و یک موزه در میرزاآنی برپا شد. امروزه ۱۴۶ عدد از آثار او در موزه هنر گرجستان و ۱۶ عدد نیز در موزهٔ تاریخی-قوم نگاری سیغناغی به نمایش گذاشته شده‌اند.
پس از جنگ، شهرت او در سطح جهانی گسترش یافت، زمانی که او به عنوان یک هنرمند نائیف در پاریس و جاهای دیگر مورد تحسین قرار گرفت. نخستین کتاب دربارهٔ پیروسمانی به زبان‌های گرجی، روسی و فرانسوی، در سال ۱۹۲۶ منتشر شد. پیروسمانی الهام بخش پابلو پیکاسو در طرح یک پرتره شد (سال ۱۹۷۲). نمایشگاه‌های آثار پیروسمانی تا کنون در:
- ۱۹۳۱ در کی‌یف اوکراین
- ۱۹۶۸ در ورشو لهستان
- ۱۹۶۹ در موزه لوور پاریس فرانسه
- ۱۹۶۹ در وین اتریش
- ۱۹۸۳ در نیس و مارسی فرانسه
- ۱۹۸۶ در توکیو ژاپن
- ۱۹۹۵ در زوریخ سوئیس
- ۲۰۰۲ در تورین ایتالیا
- ۲۰۰۸ در کیف اوکراین و استانبول ترکیه
- ۲۰۰۸-۲۰۰۹ در مینسک بلاروس، وزلای فرانسه و ویلنیوس لیتوانی

این آثار تا کنون به بازدید بیش از ۳۵۰۰۰۰ بازدیدکننده رسیده است.
تصویر چهرهٔ پیروسمانی بر روی اسکناس‌های ۱ لاری گرجستان است. روزنامهٔ دو زبانهٔ «پیروسمانی» در ترکیه منتشر شده‌است. در مارس ۲۰۱۱، پی برده شد که، نوشتهٔ روی درب انبار شراب «کوریشویلبی» در اوزاآنی، توسط پیروسمانی ساخته شده‌است. طی پژوهشی در ۳۱ مه ۲۰۱۱، کارشناسان، نقاشی ای ایجاد شده توسط پیروسمانی یافتند، که بر می‌آید «سرباز زخمی» باشد. این نقاشی به گالری ملی گرجستان تحویل داده شده‌است.

## در ادبیات و ترانه روسی
- پیروسمانی در روسیه به خاطر افسانهٔ رویارویی رومانتیک با یک بازیگر فرانسوی شناخته شده، که از شهر پیروسمانی بازدید کرده بود؛ پیروسمانی عمیقاً در عشق او بود، برای اثبات این، پیروسمانی خانه‌اش را فروخت و برای معشوقه اش، آنقدر گل خرید، تا میدان رو به روی پنجرهٔ هتل او را پر کند. این داستان زمانی مشهور شد که در شعری از آندری وزنیشیانسکی و پس از آن در ترانه‌ای از آلا پوگاچوا به نام «یک میلیون رز قرمز» بازگو شد.
- در سال ۱۹۷۰، ناتلا سوانیدزه گرجی، «پیروسمانی»، یک قطعه موسیقی مجلسی برای خواننده، کنترالتو، نغمهٔ ششگانهٔ مردانه و دسته جمعی سازی، شامل متنی از بوریس پاسترناک، ساخت.

## در فیلم
- پیروسمانی موضوع فیلمی از گئورگی شنگلایا بود، که در سال ۱۹۶۹ ساخته شد. این فیلم برندهٔ جایزهٔ بزرگ جشنوارهٔ فیلم شیکاگو، ایلینوی در سال ۱۹۷۲ شد.
- سرگئی پاراجانف یک فیلم کوتاه با عنوان «سبک اسلامی بر یک زمینهٔ پیروسمانی» ساخت.

## نگارخانه

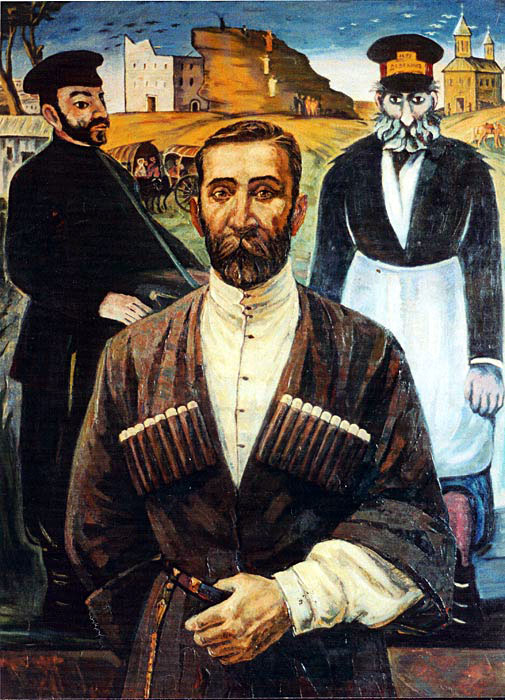
نیکو پیروسمانی
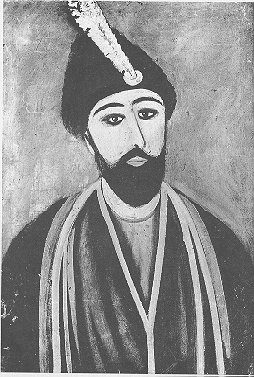
شوتا روستاولی
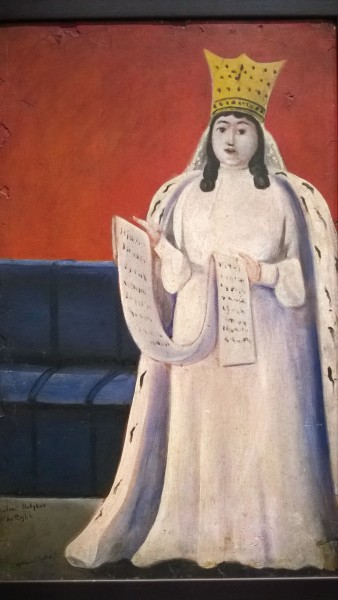
ملکه تامار
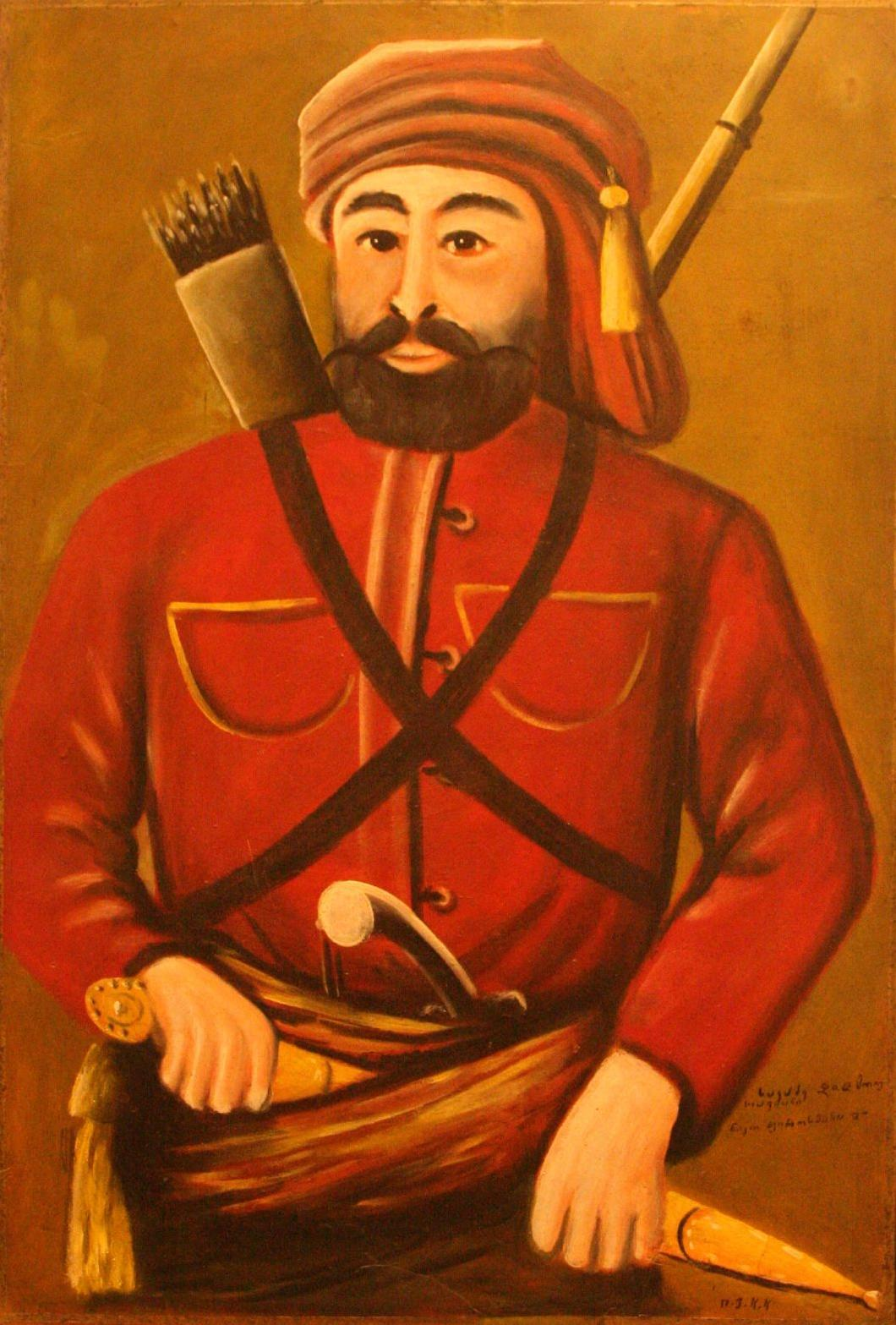
گیورگی ساآکادزه
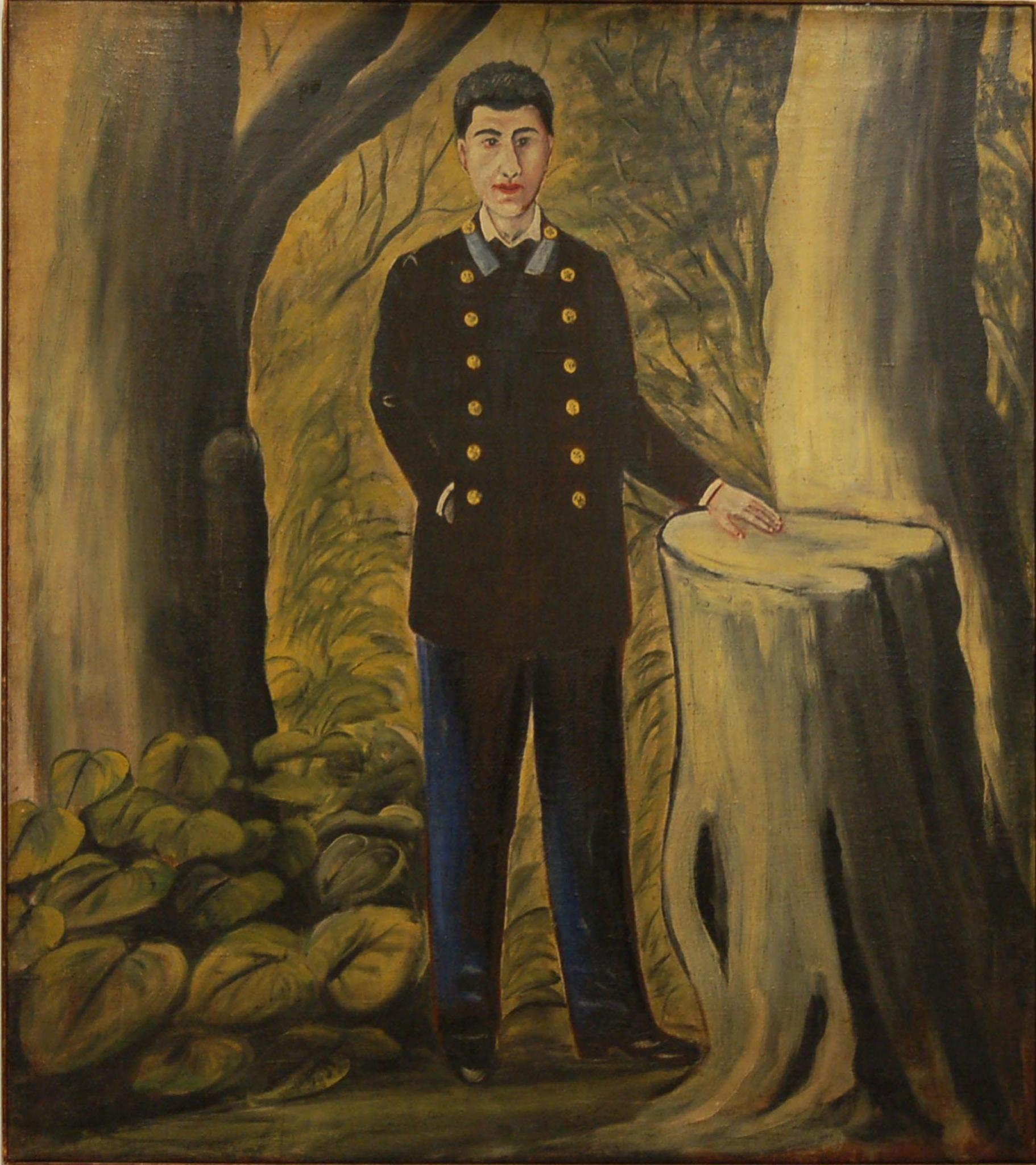
تصویر زدانویچ
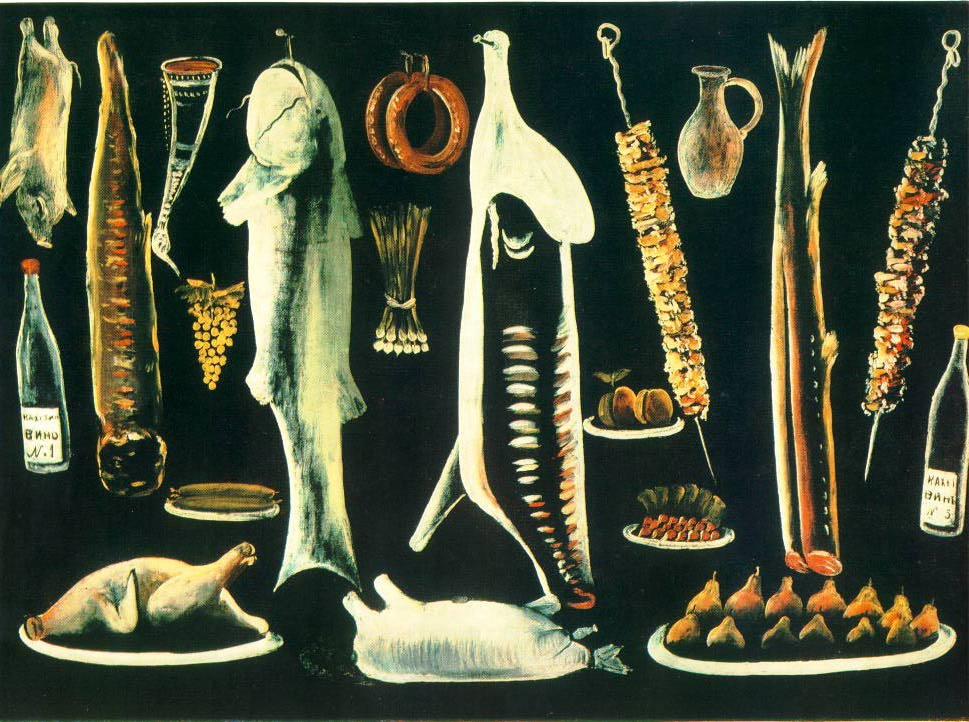
زندگی آرام
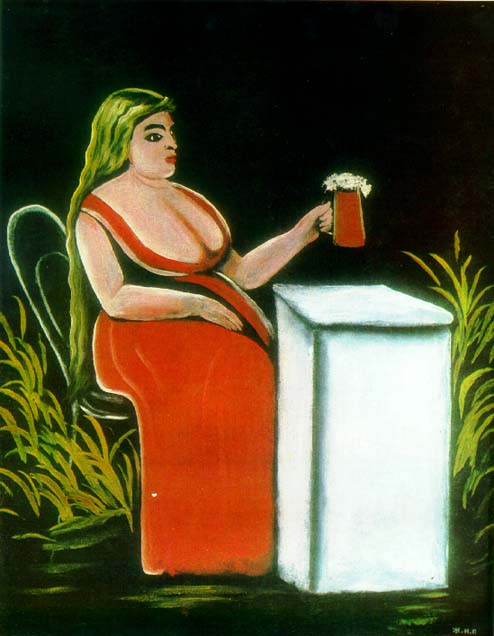
زنی با یک لیوان آبجو
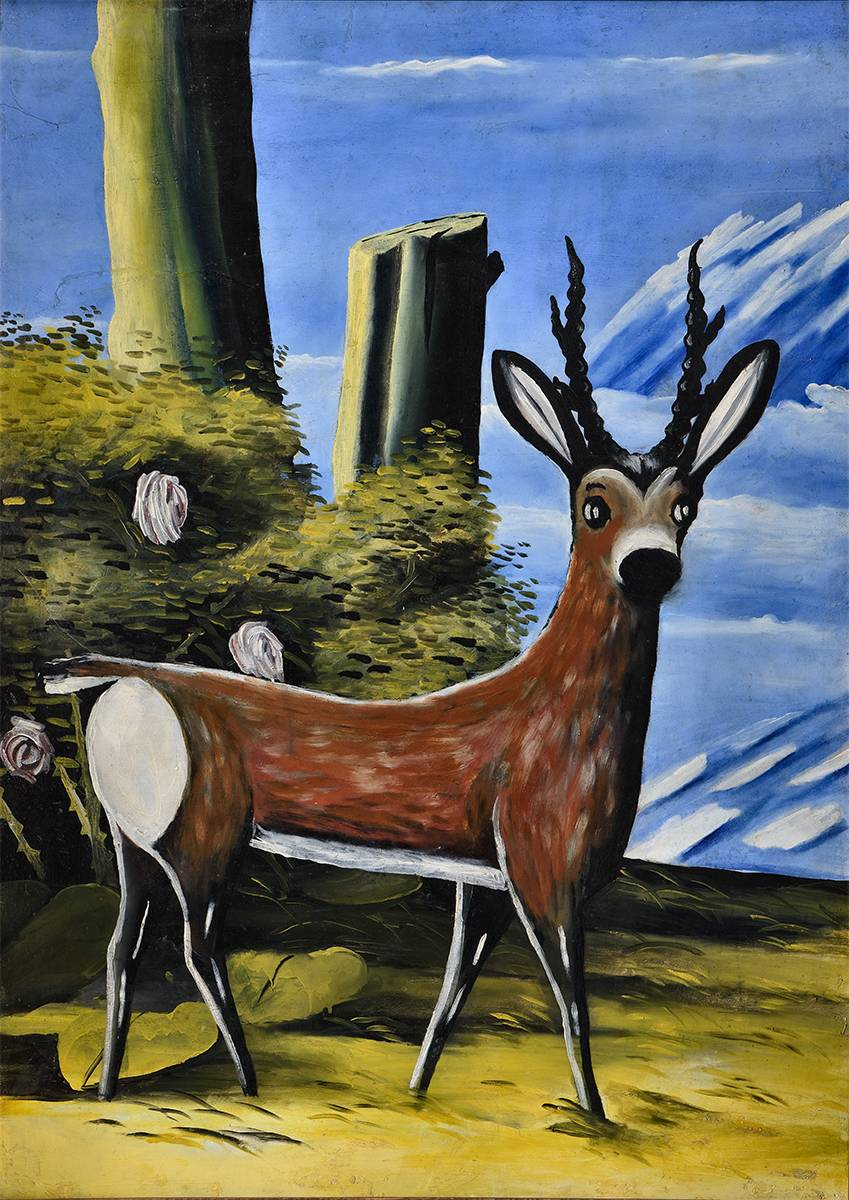
گوزن
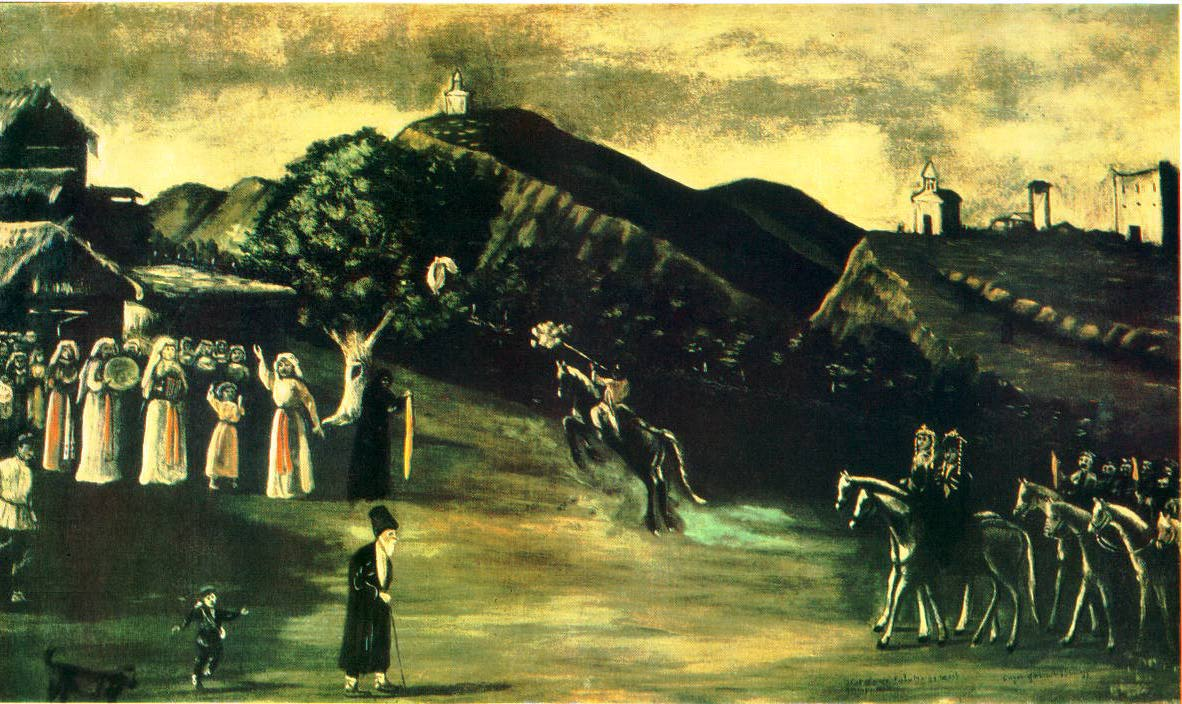
جشن عروسی گرجی
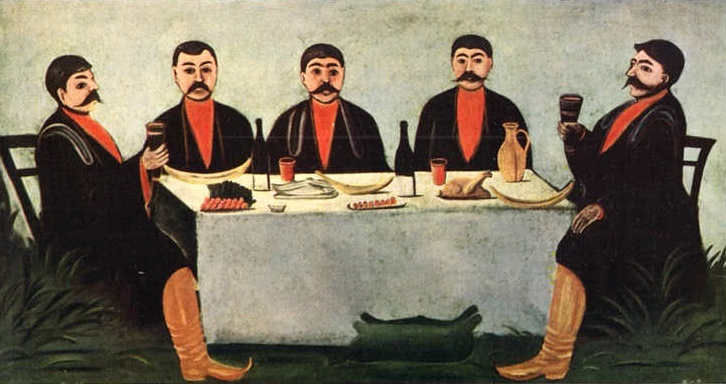
میز گرجی